# Primera guerra Matabele
La primera guerra Matabele fou un conflicte armat entre la Companyia Britànica de l'Àfrica del Sud i el regne de Matabelàndia iniciat el 1893 i que va acabar el 1894 amb l'ocupació d'aquest regne i la seva administració per la Companyia des de Salisbury (Harare) a Maxonalàndia.
Cecil Rhodes tenia un interès personal en la contínua expansió dels assentaments blancs a la zona, de manera que va buscar una ocasió. Va utilitzar un atac dels ndebeles contra els xona prop de Fort Victoria (avui Masvingo) el 1893 com un pretext per atacar el regne matabele de Lobengula.
La primera batalla decisiva es va lliurar l'1 de novembre de 1893 quan una caravana militar manada pel Major Patrick Forbes, va ser atacada a camp obert prop del riu Bembesi pels regiments ndebeles Imbizo i Ingubo. La caravana consistia en 670 soldats britànics, 400 dels quals anaven muntats, juntament amb una petita força d'aliats nadius; van lluitar contra els Imbizo i Ingubo que segons Sir John Willoughby eren 1700, tots els guerrers. La columna britànica tenia alguna peça d'artilleria menor: 5 metralladores Maxim, dos de set lliures, 1 arma Gardner i 1 arma Hotchkiss. Les metralladores Maxim es van situar al centre de l'escenari i van delmar les forces natives a la batalla dita de Bembesi. Tot i que les forces de Lobengula van totalitzar 80.000 llancers i 20.000 i fusellers, enfront de menys de 700 soldats de la Policia britànica d'Àfrica del Sud, els guerrers ndebele no estaven preparats per lluitar contra les metralladores britàniques.
Després de la batalla Leander Starr Jameson va enviar les seves tropes a Bulawayo per intentar capturar Lobengula, però el rei va escapar i va deixar darrere seu la vila de Bulawayo en ruïnes.
Un intent de forçar al rei i les seves forces a sotmetre's va portar a la catàstrofe de la patrulla del Shangani quan els ndebeles Impi van derrotar la patrulla de la Companyia Britànica de l'Àfrica del Sud dirigida pel Major Allan Wilson al riu Shangani al desembre de 1893. A excepció de Frederick Russell Burnham i dos altres exploradors enviats per reforços, el destacament fou envoltat i eliminat. Aquest incident va tenir un impacte durador al Matabeleland i els colons que van morir en aquesta batalla estan enterrats a Matobo Hills juntament amb Jameson i Rodes. En la història de la Rhodèsia blanca, la batalla del major Wilson agafa el nivell de la del general Custer a Little Big Horn als Estats Units. Els combatents matabeles van honorar als morts en la batalla amb una salutació a la seva valentia i suposadament li va dir al rei: "Eren homes dels homes i els seus pares eren homes abans d'ells."
Lobengula va morir al gener 1894 de verola; en uns pocs mesos de la British South Africa Company (BSAC) va controlar Matabelàndia.